# Vasile Năsturică
Vasile Năsturică (n. 1946, Fierbinți, jud. Ilfov - d. 2011, București), a fost un cunoscut violonist și lăutar virtuoz din România.

## Biografie
S-a născut în 1946 în comuna Fierbinți, jud. Ilfov, fiul violonistului Dumitru Năsturică. Începe să cânte la nunți din 1956. La jumătatea anilor `70, devine cunoscut ca unul dintre vârfurile viorii bucureștene, alături de Nicu Șapteluni. 
În perioada 1976-1978 face parte din taraful lui Dona Dumitru Siminică, iar între anii 1979 și 1981 face parte din taraful ce o acompania pe Romica Puceanu.
În 1989 are un turneu important la Londra, iar în 1991 în New York, cu propriul său taraf. 
Din 1995 până în 2000 a fost căutat de mulți manageri de teatre internaționale (cel mai faimos fiind Theatre de la Ville, unde a și susținut două concerte), însă nu a căutat o carieră internațională.

## Decesul
Moare în anul 2011, în vârstă de 65 de ani, la București.

## Discografie
| An   | Număr de catalog                                                 | Format       | Piese | Acompaniament |
| ---- | ---------------------------------------------------------------- | ------------ | --- | --- |
| 2009 | Ethnophonie CD 19 Muzică lăutărească cu Taraful Vasile Năsturică | compact disc | 1. Cântec de ascultare și joc: Horă lăutărească 2. Cântec: Supărare, supărare 3. Cântec: Nici nu ninge, nici nu plouă 4. Cântec: De ești supărată 5. Cântec: Tabachera de argint 6. Cântec: Mahala și țigănie 7. Cântec: Pe drumul mânăstiresc 8. Cântec: Inel, inel de aur 9. Suită de jocuri, hore și sârbe 10. Cântec: Blestemat să fii de stele 11. Cântec: Piatra, piatră de e piatră 12. Cântec de pușcărie: Moșule te-aș întreba 13. Joc: Horă 14. Cântec (în limba romani): Mamo, mamo 15. Cântec: Inimă supărăcioasă 16. Cântec: Am iubit și-am să iubesc | Vasile Năsturică - vioară George Petrache - chitară și voce Ștefan Ionel Ioniță - acordeon și voce Gheorghe Răducanu - țambal Ghiță Coadă - contrabas |